# Tržič
Tržič (IPA: [təɾˈʒitʃ], in tedesco Neumarktl) è un comune della Slovenia di 15 313 abitanti appartenente alla regione statistica dell'Alta Carniola. È una cittadina situata tra pinete e pascoli ai piedi delle Alpi Caravanche, lungo la strada per Ljubelj, valico di frontiera con l'Austria.

## Storia
Fondata dai Romani con il nome di Forum in Lubellino, scomparso sotto una valanga, la cittadina viene nominata nel 1261 in un atto di scambio tra le abbazie di Stična e Viktring. Il primo insediamento sorse ai piedi del castello di Neuhaus alla confluenza dei fiumi Bistrica e Mošenik.
La posizione lungo una strada di intenso traffico fece crescere il villaggio che viveva di commercio e della lavorazione del ferro, data la presenza nelle vicinanze di miniere e di boschi.
Nel 1492 diventò borgo commerciale. Con l'aumento della richiesta di ferro, il villaggio si estese lungo le rive dei due fiumi.
Il periodo di maggiore benessere fu raggiunto nel secolo XVIII, ma la cittadina, nel 1811, fu colpita da un devastante incendio, da cui si riprese lentamente. Nella seconda metà del secolo scorso nacquero le prime industrie, a seguito del fiorente lavoro degli artigiani (conciatori, calzolai, sarti), tra cui spicca la fabbrica di calzature Peko, fondata da Peter Kozina.
Nel 1926 la laboriosità della popolazione venne premiata con l'attribuzione del titolo di città.

## Geografia antropica

### Località
Il comune di Tržič è diviso in 34 insediamenti (naselja):
- Bistrica pri Tržiču
- Brdo
- Breg ob Bistrici
- Brezje pri Tržiču
- Čadovlje pri Tržiču
- Dolina
- Gozd
- Grahovše
- Hudi Graben
- Hudo
- Hušica
- Jelendol
- Kovor
- Križe
- Leše
- Loka
- Lom pod Storžičem
- Novake
- Paloviče
- Podljubelj
- Popovo
- Potarje
- Pristava
- Retnje
- Ročevnica
- Sebenje
- Senično
- Slap
- Spodnje Vetrno
- Vadiče
- Visoče
- Zgornje Vetrno
- Žiganja Vas
- Zvirče